# José Borges
Pour les articles homonymes, voir Borges.
José Borges (1813 - 1861) est un militaire espagnol, ayant combattu en Espagne pendant les guerres carlistes puis en Italie, pendant le Risorgimento.

## Biographie

### Guerres carlistes
Né en 1813 à Artesa de Segre, José Borges est issu d'une famille très catholique et réactionnaire. Carliste, il participe à la première guerre carliste, durant laquelle il perd son père, tué devant Cervera, ainsi que son frère. Proche de Roger Bernard de Ramefort obtient le grade de colonel en 1839. Après l'armistice, il s'exile en France, où il s'installe à Bourg-en-Bresse.
En 1847, lorsque la deuxième guerre carliste éclate, il revient en Espagne. Nommé général de brigade, il participe à de nombreuses batailles et réalise plusieurs actions valeureuses qui lui valent d'obtenir le commandement militaire de Tarragone, puis provisoirement celui de la Catalogne. En 1849, il échoue néanmoins à Selma, où il est vaincu par le général Quesada. Il quitte à nouveau son pays à la fin de la guerre.
Lors du Biennat progressiste, il participe tout de même au soulèvement carliste de 1855 (es), avant de retourner en France.

### Combattant en Italie
Il s'installe à Rome en 1860, avec le grade de maréchal, et intègre l'armée du Vatican. Il se rallie ensuite à François II, roi de Sicile, déchu de son trône par le révolutionnaire Giuseppe Garibaldi. Il combat alors entre la Calabre et la Basilicate, parfois aux côtés de bandits comme Carmine Crocco. En décembre 1861, abandonné par ce dernier, il se rend à Rome pour informer François II.
José Borges ne parvient jamais à Rome. Le 8 décembre 1861, il est fait prisonnier et abattu en chemin (à Tagliacozzo) par des soldats de la maison de Savoie du roi Victor-Emmanuel II. Son corps est inhumé dans l'église du Gesù (Rome). Victor Hugo en personne a condamné son exécution, jugeant les méthodes de répression de Victor-Emmanuel comme extrêmes.

## Source
- (es) Cet article est partiellement ou en totalité issu de l’article de Wikipédia en espagnol intitulé « José Borges » (voir la liste des auteurs).